# Vindolanda
Vindolanda fue un castrum, uno de los fuertes que custodiaban la Muralla de Adriano. En la excavación de sus ruinas fueron encontradas las famosas tablillas de Vindolanda.

## Fuerte y pueblo

### Primeros fuertes de madera
Los primeros fuertes romanos en Vindolanda se construyeron con madera y césped. Los restos ahora están enterrados hasta 4 m de profundidad en suelo anóxico anegado. Hay cinco fuertes de madera, construidos y demolidos uno tras otro. El primero, un pequeño fuerte, probablemente fue construido por la Cohors I Tungrorum alrededor del año 85. Aproximadamente en el 95, fue reemplazado por un fuerte de madera más grande construido por la Cohors IX Batavorum, una unidad mixta de infantería y caballería de unos 1 000 hombres, fuerte que fue reparado alrededor del año 100 bajo el mando del prefecto romano Flavio Cerial, y que, cuando la cohorte de bátavos fue trasladada en 105, fue demolido. 
Cuando la Cohors I Tungrorum regresó a Vindolanda, construyó un fuerte de madera más grande y permaneció aquí hasta que se construyó el Muro de Adriano alrededor del año 122, cuando se mudaron, muy probablemente a Vercovicium (Housesteads) en el muro, a unas dos millas al noreste de Vindolanda.

### Fuertes y chozas de piedra

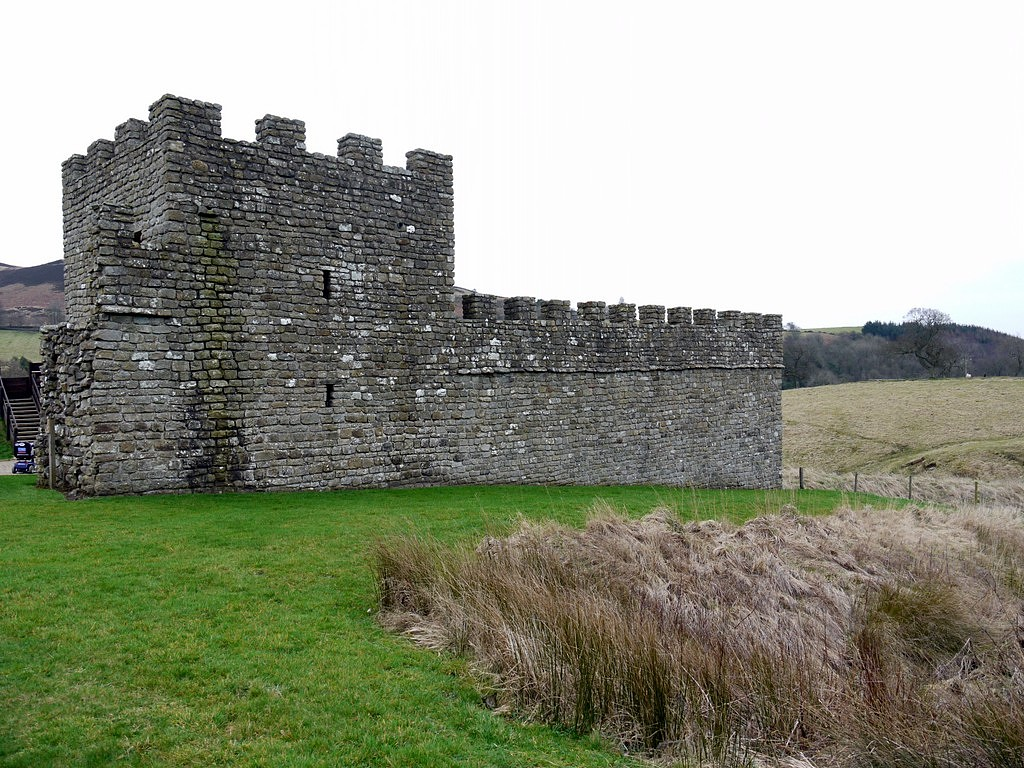
Sección reconstruida del muro de Adriano

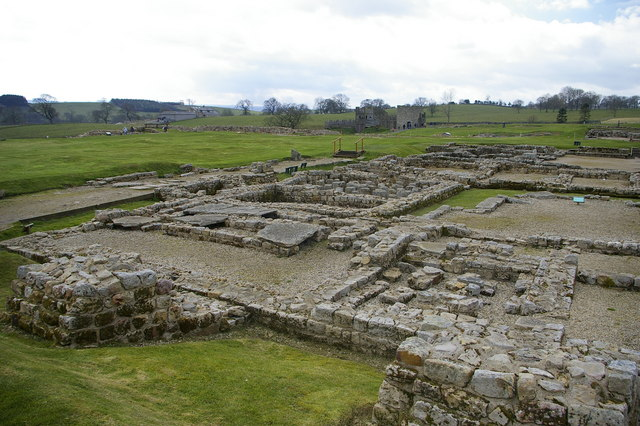
Casa del comandante con baño. El fuerte de piedra se construyó para albergar a la cuarta cohorte de galos que se trasladó a Vindolanda después del 212 d. C.

Poco después de que se construyera el Muro de Adriano, la mayoría de sus hombres fueron trasladados al norte, al Muro de Antonino. Se construyó un fuerte de piedra en Vindolanda, posiblemente para la Cohors II Nerviorum. De 208 a 211, hubo una gran rebelión contra Roma en Britania, y el emperador Septimio Severo dirigió un ejército para hacerle frente personalmente. El antiguo fuerte de piedra fue demolido y reemplazado por un conjunto poco convencional de edificios del ejército en el oeste, y un conjunto inusual de muchas cabañas redondas de piedra donde había estado el antiguo fuerte. Algunas de estas cabañas circulares son visibles por los muros norte y suroeste del último fuerte de piedra. Es posible que el ejército romano los haya construido para acomodar a las familias de granjeros británicos en este período de inestabilidades. Septimio Severo murió en York en el 211; sus hijos pagaron a los rebeldes y se fueron a Roma. Los edificios de piedra fueron demolidos y se construyó un gran fuerte de piedra donde habían estado las cabañas, para la Cohors IV Gallorum.

### Vicus
Un vicus se desarrolló al oeste del fuerte. Constaba de varias hileras de edificios, cada uno de los cuales contenía varias cámaras de una habitación. La mayoría no estaban conectados al sistema de drenaje existente. Un ara votiva encontrada en 1914 prueba que el asentamiento era oficialmente un vicus y que se llamaba Vindolanda. Al sur del fuerte hay unas termas. El fuerte de piedra posterior y el pueblo contiguo permanecieron en uso hasta aproximadamente el 285, cuando fue abandonado en gran parte por razones que se desconocen.

### Fortalezas delsigloIV
Aproximadamente en el año 300, el fuerte fue reconstruido nuevamente, pero el vicus no volvió a ser ocupado, por lo que lo más probable es que el área siguiera siendo demasiado insegura para la vida fuera de sus muros. Aproximadamente en 370, el fuerte fue reparado toscamente, quizás por soldados irregulares. No hay evidencia para la opinión tradicional de que la ocupación romana terminó repentinamente en 410; puede haber disminuido lentamente.

## Excavación y hallazgos

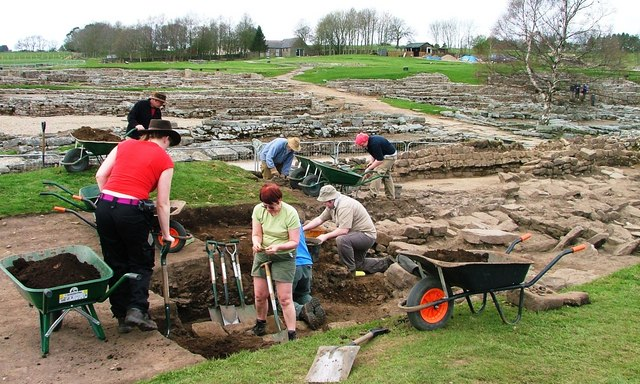
Trabajo arqueológico en Vindolanda en 2006

En la década de 1930, el arqueólogo Eric Birley, quien estaba interesado en excavar el sitio, compró la casa en Chesterholm donde ahora se encuentra el museo. Las excavaciones han sido continuadas por sus hijos, Robin y Anthony, y su nieto, Andrew Birley, hasta el día de hoy. Se realizan cada verano, y algunos de los yacimientos arqueológicos alcanzan profundidades de seis metros. Las condiciones anóxicas a estas profundidades han preservado miles de artefactos, como tablillas de madera para escribir y más de 160 peines de boj, que normalmente se desintegran en el suelo, brindando así la oportunidad de obtener una comprensión más completa de la vida romana en el lugar.
En 2017, unos guantes de boxeo romano de casi 2000 años de antigüedad fueron descubiertos en Vindolanda por los expertos de Vindolanda Trust dirigidos por Andrew Birley. Se sugiere que, basándose en su diferencia con los guantes de gladiador, los guerreros que usaban este tipo de guantes no tenían el propósito de matarse unos a otros, y que probablemente se usaron en un deporte para promover las habilidades de lucha. Los guantes se exhiben actualmente en el museo de Vindolanda.
Recientes excavaciones han ido acompañadas de nuevas metodologías arqueológicas. Se han utilizado imágenes tridimensionales para investigar el uso de un cráneo de buey en la práctica de tiro. En 2021, se descubrió un artefacto de piedra arenisca tallada a unas pocas pulgadas debajo del piso del fuerte. Representa a un guerrero o deidad desnudo ante un caballo o un animal similar. Las primeras interpretaciones apuntan a que la figura es de una deidad romana, quizás de Marte o Mercurio.

### Las tablillas de Vindolanda

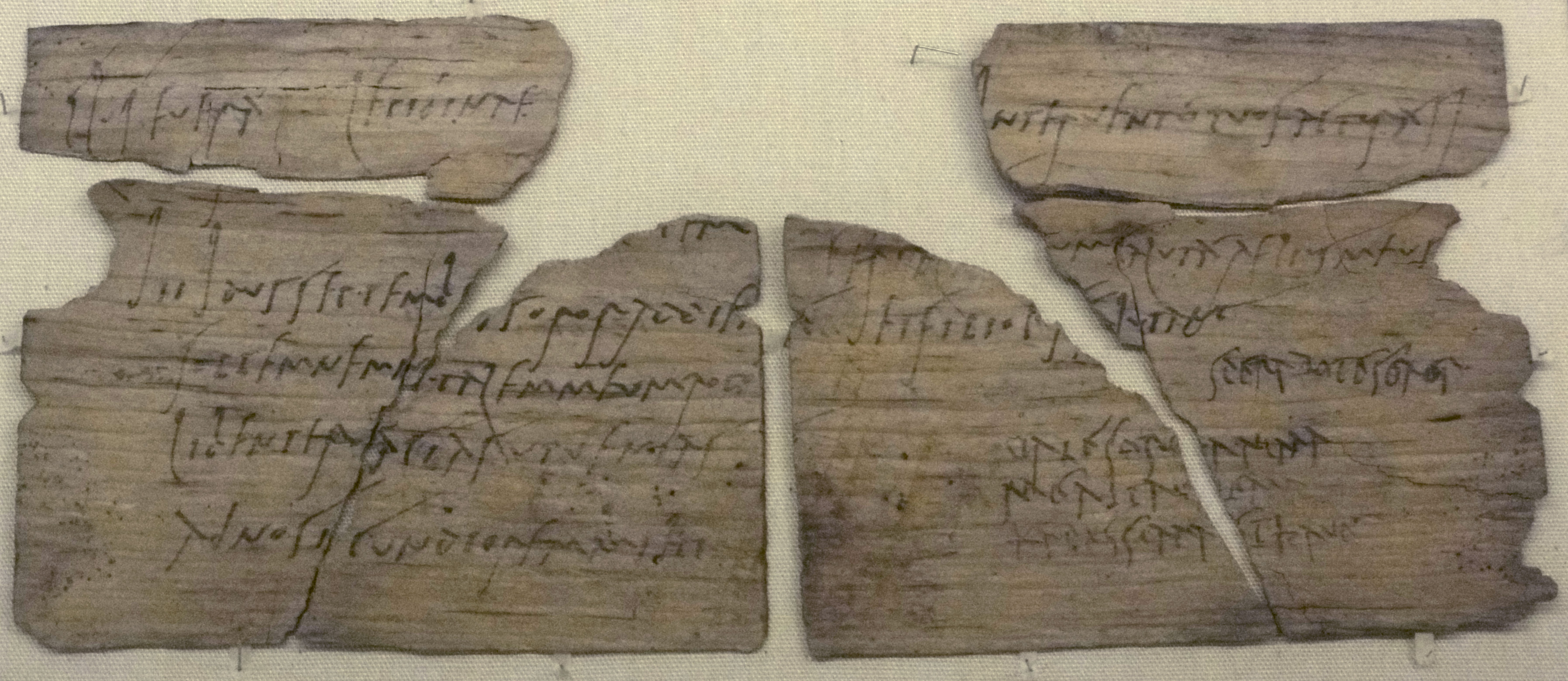
Tablilla 291 (escritura cursiva romana)

En 2011 el Museo Británico prestó nueve tablillas al museo de Vindolanda.
Se ha podido comprender mejor la vida de los soldados y sus familias del fuerte de Vindolanda gracias al descubrimiento de tabletas en las excavaciones —se encontraron quinientas aproximadamente entre 1970 y 1980— que datan en torno al 90 y 120, las cuales estaban escritas en latín cursivo y hechas de paneles rectangulares de madera de abedul, roble y aliso, cuyo tamaño es similar a una postal moderna, con 0,25-3 mm de espesor y 20x8 cm de superficie. Estas tenían una capa de cera de pocos milímetros en la que era fácil rectificar errores o toda la escritura gracias a la posibilidad de alisar la cera y reutilizar la tablilla. Se escribía con un stylus con tinta a base de carbón sobre temas variopintos, desde asuntos oficiales como la logística del campamento, hasta testimonios de la vida cotidiana. Buena parte de estas tabletas se encuentran en el Museo de Vindolanda gracias a un acuerdo entre el Museo Británico y Vindolanda Charitable Trust.
En principio no todas las tabletas encontradas estaban en buen estado, sin embargo algunas de ellas consiguieron conservarse gracias a las condiciones del suelo, cuya lectura, no todas, se dificultó debido a que la madera se oscureció por la oxigenación. La solución fue el desciframiento mediante infrarrojos que permitió el aclaramiento de los trazos de tinta negra. Su escritura tampoco fue algo sencillo de descifrar para los paleógrafos, pero a pesar de esto, a través de las tabletas han podido estudiar el desarrollo de este lenguaje, por lo que se trata de un yacimiento que ofrece gran información sobre distintos asuntos.
Una de las tablillas más conocidas es la 291 y data en torno a 100, que contiene una invitación de cumpleaños de Claudia Severa, esposa del comandante de una fortaleza romana cercana, a Sulpicia Lepidina, casada con Flavio Cerial, comandante del fuerte III estacionados en Vindolanda. Dicha tableta se observa que está escrita por dos manos diferentes, debido a que la primera parte presenta una letra más irregular que las últimas cuatro líneas, por lo que lleva a la conclusión de que el principio está escrito por un escribano y el final por la propia Claudia Severa. Este testimonio es, probablemente, uno de los primeros escrito en latín por una mujer. La traducción de la tableta es la siguiente:

«Saludos de Claudia Severa a Lepidina.

En el tercer día antes de los idus de septiembre, hermana mía, para el día de celebración de mi cumpleaños, te hago llegar cálida invitación para asegurarme de que vengas a vernos, y que hagas más agradable esta jornada con tu presencia. Saluda de mi parte a tu Cerial. Mi Aelio y mi hijo pequeño os envían sus saludos. Te esperaré, hermana. 

Adiós hermana mía, mi alma querida, a quien deseo prosperidad y salud. A Sulpicia Lepidina, esposa de Cerial, de parte de Severa».

Esto muestra cómo las esposas habitaban con los comandantes en los fuertes. No obstante, gracias al descubrimiento de diplomas militares de lincenciamiento, conocemos que muestran en nombre de niños y mujeres se ha corroborado que los oficiales de menor rango también estaban acompañados por sus familias.
Por otra parte, se encuentran otras tablillas que reflejan la vida cotidiana de los soldados, como es el caso del personaje Masclo, un soldado romano que recibió la orden de solicitar el envío de cervezas al destacamento defensivo del fuerte a través de una carta. Además, la misma carta revela que Masclo pidió un permiso, probablemente debido a una resaca. Otro ejemplo de la vida cotidiana es una tableta en la que una persona comenta que le han enviado 50 ostras y que le envía de regalo la mitad al receptor de la carta, o la tableta 343 enviada por Octavio a Cándido en la que consigna la entrega de trigo y cueros.